# Iván Pardo (baloncestista)
Iván Pardo Lázaro, (nacido el 2 de abril de 1972 en Santa Coloma de Gramanet, Barcelona) es un exjugador de baloncesto español. Con 1.91 metros de estatura, jugaba en la posición de base. 

## Trayectoria
Su carrera deportiva se inicia en las categorías inferiores del Joventut de Badalona, no llega a debutar con el primer equipo y se marcha a Huesca, a jugar en el Peñas Huesca, donde forma pareja de bases con otro jugador formado en la cantera verdinegra, David Solé. La estabilidad que consiguió en tierras oscenses, durante seis años, no la tendría en el resto de su carrera deportiva, donde jugaría en seis equipos en nueve años, en distintas categorías del baloncesto español, incluida una incursión de un año en la liga portuguesa. Es hermano de Jordi Pardo.

## Equipos
- Cantera Joventut Badalona.
- 1990-1996 ACB.  Peñas Huesca.
- 1996-1997 ACB. Baloncesto Fuenlabrada. Entra en la jornada cinco.
- 1997-1998 LEB. Club Melilla Baloncesto.
- 1998-1999 Liga de Portugal. U.D. Oliveirense.
- 1999-2000 LEB. C.B. Los Barrios. Entra en octubre.
- 2000-2001 EBA. C.B. Vic.
- 2001-2005 EBA. C.B. Montcada.